# École des hautes études en sciences économiques
L'Université nationale de recherche « École des hautes études en sciences économiques » (EHESE) (en russe : Национальный исследовательский университет "Высшая школа экономики"), de Moscou a été fondée en 1992 à l'initiative d'économistes russes.
Université d'État depuis 2006, d'abord sous tutelle du ministère du développement économique, elle est depuis 2008 un établissement d'enseignement supérieur et de recherche rattaché directement au gouvernement de la fédération de Russie. Son statut actuel d'université nationale de recherche de Russie (ru) lui a été conféré en 2009, après un concours inter-universitaire.
Elle est connue à l'international sous le nom de Higher School of Economics (HSE University).
Outre Moscou, l'école possède trois campus : à Saint-Pétersbourg, Nijni Novgorod et Perm.
Régulièrement classée dans le Top 100 des meilleures universités mondiales selon le QS World University Rankings, elle est la seconde plus réputée de Russie et la plus réputée selon Forbes 

## Facultés, instituts et écoles
- Lycée de l'EHESE
- Faculté de formation préuniversitaire
- Faculté de mathématiques
- Faculté des sciences économiques
  - Département d'économie théorique
  - Département d'économie appliquée
  - Département de mathématiques
  - Département de statistique et d'analyse des données
  - École des finances
- Institut d'électronique et de mathématiques de Moscou
  - Département de génie électronique
  - Département de génie informatique
  - Département de mathématiques appliquées
- Faculté d'informatique
  - Département de génie logiciel
  - Département d'analyse des données et d'intelligence artificielle
  - Département du Big Data et de la recherche d'informations
- Faculté de commerce et de gestion
  - École de commerce et d'administration des affaires
  - École de logistique
  - École d'informatique commerciale
  - École supérieure d'informatique de gestion
  - Institut de gestion de l'innovation
  - Centre international de formation en logistique
  - École supérieure de gestion de projet
  - Institut de gestion de la communication
  - Centre de gouvernance d'entreprise
  - École supérieure de marketing et de développement des affaires
- Faculté de droit
  - Département de discipline de droit public
  - Département de discipline du droit privé
  - Département des disciplines juridiques générales et interdisciplinaires
  - Département de droit pratique
  - Département du Service fédéral antimonopole
- Faculté des sciences humaines
  - Institut d'Orient classique et d'Antiquité
  - École des sciences historiques
  - École d'études culturelles
  - École de linguistique
  - École de philosophie
  - Département d'histoire et théorie de la littérature
  - Département de philologie générale et appliquée
- Faculté des sciences sociales
  - Département de sociologie
  - Département de politique et de gestion
  - Département de psychologie
  - Institut d'éducation
  - Institut de démographie
  - Département des politiques publiques
- Faculté des communications, des médias et du design
  - Département des médias
  - Département des communications intégrées
  - École de design
- Faculté d'économie mondiale et des affaires internationales
  - Département de l'économie mondiale
  - Département des relations internationales
  - Département d'études régionales étrangères
  - École d'études orientales
- Faculté de physique
- Institut international d'économie et de finance
- Faculté de développement urbain et régional
  - École supérieure d'études urbaines
- Faculté de chimie
- Faculté de biologie et biotechnologie
- Faculté de géographie et des technologies de l'information géographique
- École des langues étrangères

## Universités françaises partenaires
- Audencia Business School
- École Supérieure des Sciences Commerciales d’Angers (ESSCA)
- École Supérieure des Sciences Économiques et Commerciales (ESSEC)
- Ecole Supérieure de Commerce de Paris (ESCP Europe)
- École normale supérieure de Fontenay-Saint-Cloud (ENS-LSH)
- Ecole Polytechnique (X)
- École nationale d'administration (ENA)
- École pratique des hautes études (EPHE)
- Ecole des Hautes Etudes en Sciences Sociales (EHESS)
- Institut National des Langues et Civilisations Orientales (INALCO)
- Institut d'études politiques d'Aix-en-Provence (Sciences Po Aix)
- Institut d'études politiques de Toulouse (Sciences Po Toulouse)
- Institut d'études politiques de Lyon (Sciences Po Lyon)
- Institut d'études politiques de Paris (Sciences Po Paris)
- Sorbonne Université
- Université Paris 1 Panthéon-Sorbonne
- Université Paris Nanterre
- Université Paris-Est Créteil
- Université de Caen Basse-Normandie
- Université de Bordeaux
- Université Jean-Moulin-Lyon-III
- Université Paris-Cité
- Université de Reims
- Université de Toulouse